# بازداشت اداری
بازداشت اداری (انگلیسی: Administrative detention) به دستگیری و بازداشت افراد حقیقی به دست دولت، بدون محاکمه و عموماً به دلایل امنیتی گفته می‌شود. بسیاری از کشورها، صرف نظر از دموکراتیک بودن یا نبودن حکومت‌شان، برای مبازره با تروریسم، مهاجرت غیرقانونی و محافظت از رژیم حاکم، دست به بازداشت اداری می‌زنند.
برخلاف حبس جنایی که محکومیت در دادگاه تحمیل می‌کند، بازداشت اداری، مکانیسمی رو به جلوست. در حالی که پرونده‌های کیفری، بر گذشته و اعمال فرد در آن زمان، نظر دارند، استدلال پشت بازداشت اداری، بر اساس این ادعاست که فرد مظنون، به احتمال زیاد در آینده، تهدیدی به‌شمار خواهد آمد. این بدین معناست که سیاست پشت این نوع بازداشت، به جای سیاستی تنبیهی، سیاستی پیشگیرانه است و همین عامل، باعث شده نقدهای بسیاری از سوی سازمان‌های مدافع حقوق بشر به این نوع بازداشت وارد شده و آن را برخلاف حقوق مدنی و سیاسی بدانند.